# Regierungsbezirk Karlsruhe
Regierungsbezirk Karlsruhe är ett av det tyska förbundslandet Baden-Württembergs fyra regeringsområden (tyska Regierungsbezirk). Området har 2 810 854 invånare (2019) och en yta på 6 917,60 km². Huvudstad är Karlsruhe.

## Geografi
Regeringsområdet ligger i nordvästra Baden-Württemberg och gränser till Regierungsbezirk Freiburg i söder, Frankrike och förbundslandet Rheinland-Pfalz i väster, förbundsländerna Hessen (Regierungsbezirk Darmstadt) och Bayern (Regierungsbezirk Unterfranken) i norr och Regierungsbezirk Stuttgart och Regierungsbezirk Tübingen i öster.

## Administrativ indelning
Regeringsområdet består av fem distriktfria städer och sju distrikt:

### Distriktfria städer
- Baden-Baden
- Heidelberg
- Karlsruhe
- Mannheim
- Pforzheim

### Distrikt
| - Enzkreis - Landkreis Calw - Landkreis Freudenstadt - Landkreis Karlsruhe | - Landkreis Rastatt - Neckar-Odenwald-Kreis - Rhein-Neckar-Kreis |

## Befolkningsutveckling
| Befolkningsutvecklingen i Regierungsbezirk Karlsruhe 1975–2015 | Befolkningsutvecklingen i Regierungsbezirk Karlsruhe 1975–2015 | Befolkningsutvecklingen i Regierungsbezirk Karlsruhe 1975–2015 | Befolkningsutvecklingen i Regierungsbezirk Karlsruhe 1975–2015 | Befolkningsutvecklingen i Regierungsbezirk Karlsruhe 1975–2015 |
| -------------------------------------------------------------- | -------------------------------------------------------------- | -------------------------------------------------------------- | -------------------------------------------------------------- | -------------------------------------------------------------- |
|                                                                |                                                                |                                                                |                                                                |                                                                |
| År                                                             |                                                                |                                                                | Folkmängd                                                      | Areal (ha)                                                     |
| 1975                                                           | 1975                                                           |                                                                | 2 379 443                                                      | 692 024                                                        |
| 1980                                                           | 1980                                                           |                                                                | 2 400 396                                                      | 691 960                                                        |
| 1985                                                           | 1985                                                           |                                                                | 2 400 024                                                      | 691 922                                                        |
| 1990                                                           | 1990                                                           |                                                                | 2 532 487                                                      | 691 910                                                        |
| 1995                                                           | 1995                                                           |                                                                | 2 644 430                                                      | 691 946                                                        |
| 2000                                                           | 2000                                                           |                                                                | 2 684 425                                                      | 691 916                                                        |
| 2005                                                           | 2005                                                           |                                                                | 2 732 455                                                      | 691 916                                                        |
| 2010                                                           | 2010                                                           |                                                                | 2 744 226                                                      | 691 908                                                        |
| 2015                                                           | 2015                                                           |                                                                | 2 761 977                                                      | 691 899                                                        |
|                                                                |                                                                |                                                                |                                                                |                                                                |